# Minecon
Minecon是由Mojang舉办的一年一度Minecraft愛好者聚會，而2011年的聚會就於拉斯維加斯舉行慶祝推出的遊戲與討論Minecraft相關問題。2012年11月，超過七千名粉絲參加2011年的聚會於巴黎迪士尼樂園，自2015年開始，聚會上，Mojang會宣布遊戲更新內容。现在Minecon也会在活动中添加在推特上的社区投票，选出生物加入到游戏。

## 歷史
2010年，第一屆Minecon在華盛頓州舉行；
2011年，第二屆Minecon在拉斯維加斯舉行，並慶祝Minecraft1.0版本的到來;
2012年，第三届Minecon在巴黎迪士尼乐园举行。
2013年，第四届Minecon在佛罗里达州奥兰多举行。
2015年，第五届Minecon在英国伦敦的ExCeL国际会展中心举办，這是首次在此類會議公布更新內容，是次揭露了戰鬥更新。
2016年，第六届Minecon在美国加利福尼亚州的安纳海姆举行，是次揭露了冒險更新。
2017年，第七屆Minecon正式更名爲Minecon Earth，并转移为网上直播，同時亦揭露了水域更新。
2018年，第八屆的Minecon Earth 2018揭露了村庄与掠夺。
2019年，第九屆的Minecon Earth正式更名爲Minecon Live，并公布了下界更新及其部分特性。
2020年，第十屆的活动原计划为Minecraft Festival，但受2019冠状病毒病疫情影响，该活动被延後至2022年举行列為第十一屆，而第十屆的活动由Minecraft Live 2020取代，同時亦公布了洞穴更新及其部分特性。
2022年，第十一屆Minecraft Festival于秋季在佛罗里达的奥兰多市举行聚会活动。

## 外部連結
- 官方网站
- Official Minecon Tumblr （页面存档备份，存于）
- MineCon，MineCon在上的介紹
- Youtube 網址 （页面存档备份，存于）